# Rudolf Turkaj
Rudolf Turkaj (Alessio, 3 febbraio 1995) è un calciatore albanese, difensore dell'Istiklol.

## Carriera

### Club
Il 1º luglio 2019 viene acquistato a titolo definitivo dalla squadra albanese del Laçi.

### Nazionale
Il 20 ottobre 2022 riceve la sua prima convocazione dalla nazionale maggiore per la partita amichevole contro l'Arabia Saudita del 26 ottobre 2022.

## Statistiche

### Presenze e reti nei club
Statistiche aggiornate al 7 ottobre 2022.
| Stagione          | Squadra           | Campionato        | Campionato | Campionato | Coppe nazionali | Coppe nazionali | Coppe nazionali | Coppe continentali | Coppe continentali | Coppe continentali | Altre coppe | Altre coppe | Altre coppe | Totale | Totale |
| Stagione          | Squadra           | Comp              | Pres       | Reti       | Comp            | Pres            | Reti            | Comp               | Pres               | Reti               | Comp        | Pres        | Reti        | Pres   | Reti   |
| ----------------- | ----------------- | ----------------- | ---------- | ---------- | --------------- | --------------- | --------------- | ------------------ | ------------------ | ------------------ | ----------- | ----------- | ----------- | ------ | ------ |
| 2014-2015         | Besëlidhja        | KP                | 11         | 1          | CA              | 0               | 0               | -                  | -                  | -                  | -           | -           | -           | 11     | 1      |
| 2015-2016         | Besëlidhja        | KP                | 0          | 0          | CA              | 0               | 0               | -                  | -                  | -                  | -           | -           | -           | 0      | 0      |
| Totale Besëlidhja | Totale Besëlidhja | Totale Besëlidhja | 11         | 1          |                 | 0               | 0               |                    | -                  | -                  |             | -           | -           | 11     | 1      |
| 2016-2017         | Shënkolli         | KP                | 21         | 0          | CA              | 2               | 0               | -                  | -                  | -                  | -           | -           | -           | 23     | 0      |
| 2017-2018         | Iliria            | KP                | 20         | 2          | CA              | 0               | 0               | -                  | -                  | -                  | -           | -           | -           | 20     | 2      |
| 2018-2019         | Iliria            | KP                | 22         | 4          | CA              | 0               | 0               | -                  | -                  | -                  | -           | -           | -           | 22     | 4      |
| Totale Iliria     | Totale Iliria     | Totale Iliria     | 42         | 6          |                 | 0               | 0               |                    | -                  | -                  |             | -           | -           | 42     | 6      |
| 2019-2020         | Laçi              | KS                | 30         | 2          | CA              | 4               | 0               | UEL                | 1                  | 0                  | -           | -           | -           | 35     | 2      |
| 2020-2021         | Laçi              | KS                | 16         | 0          | CA              | 2               | 0               | UEL                | 2                  | 0                  | -           | -           | -           | 20     | 0      |
| 2021-2022         | Laçi              | KS                | 22         | 1          | CA              | 4               | 0               | UECL               | 1                  | 0                  | -           | -           | -           | 27     | 1      |
| 2022-2023         | Laçi              | KS                | 7          | 0          | CA              | 1               | 0               | UECL               | 4                  | 0                  | -           | -           | -           | 12     | 0      |
| Totale Laçi       | Totale Laçi       | Totale Laçi       | 75         | 3          |                 | 11              | 0               |                    | 8                  | 0                  |             | -           | -           | 94     | 3      |
| Totale carriera   | Totale carriera   | Totale carriera   | 149        | 10         |                 | 13              | 0               |                    | 8                  | 0                  |             | -           | -           | 170    | 10     |